# Émile Deckers
Émile Deckers, né le 9 janvier 1885 à Ensival et mort le 6 février 1968 à Verviers, est un peintre belge.

## Biographie
Émile Deckers est formé à l'Académie des beaux-arts de Liège, puis à Paris comme élève de Carolus Duran et Évariste Carpentier. Il obtint le premier prix d'anatomie et le premier prix de peinture en 1904, médaillé du gouvernement belge 1904 (concours supérieure de peinture d'après modèle vivant en 1906) ainsi que le prix Donnay (bourse de voyage). Il est à vingt et un ans premier prix de composition historique, et en 1911 nommé membre du Jury de l'Académie royale des beaux-arts. Il est au front durant toute la Première Guerre mondiale, et est fait chevalier de l'Ordre de la couronne, titulaire de la médaille belge de la Victoire et de la commémoration de la défense de Liège.
Il s'installe à Alger en 1921 et s'y fait connaître comme peintre « orientaliste », réputation justifiée qui lui apportera la notoriété. Il peint notamment des scènes de genres locales, et notamment des portraits de jeunes Kabyles, touaregs ou tribus du sud et de l'Atlas. Sa facture se rapproche de celle de son prédécesseur Édouard Herzig, mais en huile sur toile et non en gouache sur papier. Il réalise de grands formats de portraits souvent en trois visions ou plus (sa « marque de fabrique »), toujours très demandés de nos jours par les collectionneurs. Dès 1930 il se partage entre Alger et sa Belgique natale l'été. En 1940 Il s'installe au Congo Belge qu'il ne quittera qu'en 1950.
De nationalité belge, il reste à Alger après juin 1962, et ne quittera la ville qu'en 1966. Il rentrera en Belgique à Verviers où il meurt le 6 février 1968.

## Expositions
- 1922 : Alger, Salon du Vieux chêne.
- 1925 : Alger, galerie Saint-Girons.
- 1930 : Paris, Salon des artistes français.
- 1931 : Alger.
- 1950 : Alger, Salon des artistes orientalistes algériens.
- 2011 : À la Recherche des Verviétois, du 10 au 30 décembre, Place du Sablon, 79, Dison[1].

## Principales œuvres
- Ensival, église, 1928, "le chemin de croix"
- Alger, Basilique Notre-Dame d'Afrique
- Alger, archevêché, chapelle Leynaud, et, maison des Pères Blancs à El-Harrach (Maison-Carrée)
- Alger, MNBA, Paysage de l'Ouarsenis, le cantonnier de Laghouat (fusain et pastel)
- Musées de Paris, Narbonne, Londres, Washington, New-York, Bruxelles, Anvers, Liège, Verviers, Berlin, Hanovre, Cassel, Aachen (Aix la Chapelle), Berne, Zurich.